# سكيراء بردية
سكيراء بردية (الاسم العلمي: Schizosaccharomyces cryophilus) هي نوع من الفطريات يتبع جنس السكيراء من الفصيلة السكيراوية.